# مولي بلوم
مولي بلوم (بالإنجليزية: Molly Bloom)‏ هي متزحلقة حرة ورائدة أعمال وكاتِبة أمريكية، ولدت في 21 أبريل 1978 في لوفلاند في الولايات المتحدة.

## وصلات خارجية
- مولي بلوم على موقع IMDb (الإنجليزية)